# Попи (Арецо)
Попи (итал. Poppi) је насеље у Италији у округу Арецо, региону Тоскана.
Према процени из 2011. у насељу је живело 927 становника. Насеље се налази на надморској висини од 398 м.

## Становништво
Према резултатима пописа становништва 2011. у општини је живело 6.196 становника.
| 1936. | 1951. | 1961. | 1971. | 1981. | 1991. | 2001. | 2011. |
| ----- | ----- | ----- | ----- | ----- | ----- | ----- | ----- |
| 9.235 | 9.043 | 7.002 | 5.975 | 5.713 | 5.601 | 28    | 6.196 |

## Партнерски градови
- Palafolls
- Акс ле Терм